# Автошлях E442
Автошлях E442 — європейський автомобільний маршрут категорії Б, що проходить по території Чехії, Словаччини та з'єднує міста Карлові Вари та Жиліна.

## Маршрут
Весь шлях проходить через такі міста:
- -  E48,  E49 Карлові Вари
  -  E55 Тепліце
  -  E65 Турнов
  -  E67 Градец-Кралове
  -  E462 Оломоуц
- -  E50,  E75 Жиліна